# Nävertjärnsdalen
Nävertjärnsdalen är ett litet naturreservat i Gudmundrå socken i Kramfors kommun, Ångermanland. Reservatet är bildat för att skydda förekomsten av den rödlistade långskägglaven (Usnea longissima)  och består så gott som enbart av gammal granskog.

## Bildande av reservat
Långskägg hittades i området vid en inventering som genomfördes 1993. Områdets skyddsvärde har sedan betonats av Länsstyrelsen 2005 och av markägaren SCA Skog AB 2008. Naturvårdsverket förvärvade området 2013 genom markbyte och reservatsbildningen beslutades i november 2014.

## Artrikedom
Den gamla granskogen har en stor artrikedom. Karaktärsarter bland örterna är tolta, trolldruva, blåsippa och harsyra.
Bland svampar och lavar bör förutom långskägg och den starkt hotade trådbrosklaven (Ramalina thrausta ) nämnas:

- Doftskinn (Cystostereum murrayi)
- Rosenticka (Fomitopsis rosea)
- Ullticka (Phellinidium ferrugineofuscum)
- Gränsticka (Phellopilus nigrolimitatus)
- Kötticka (Leptoporus mollis)
- Lappticka (Amylocystis lapponicus)
- Koralltaggsvamp (Hericium coralloides)
- Stor aspticka (Phellinus populicola)
- Ostticka (Skeletocutis odora)
- Violettgrå tagellav (Bryoria nadvornikiana)
- Lunglav (Lobaria pulmonaria)
- Norsk näverlav (Platismatia norvegica)
- Gammelgranskål (Pseudographis pinicola)